# NGC 4043
NGC 4043 is een lensvormig sterrenstelsel in het sterrenbeeld Maagd. Het hemelobject werd op 9 april 1828 ontdekt door de Britse astronoom John Herschel.

## Synoniemen
- UGC 7015
- MCG 1-31-12
- ZWG 41.26
- IRAS 11597+0437
- PGC 38010